# Ausztroszlávizmus

A szláv etnikum az Osztrák–Magyar Monarchiában

Az ausztroszlávizmus egy politikai koncepció és program volt a Habsburg Birodalomban élő szláv népek problémáinak megoldására. Legnagyobb befolyása a 19. század közepe táján a cseh liberálisok körében volt. Először Karel Havlíček Borovský javasolta 1846-ban, a pánszlávizmus koncepciójával szemben, míg teljes politikai programmá František Palacký cseh politikus fejlesztette tovább. Az ausztroszlávizmus az Osztrák Birodalom más szláv nemzeteiben is támogatásra talált, különösen a lengyeleknél, szlovéneknél, horvátoknál és szlovákoknál. A 19. század első felében kialakult gondolat később változatos formákban fejlődött tovább, egészen utolsó szakaszáig, mely az első világháború (1914-1918) idején került előtérbe.
A pánszlávizmus híveivel ellentétben, akik minden szláv nép egységét és függetlenségét hirdették a nem szláv elemekkel kapcsolatban, az ausztroszlávizmus hívei a Habsburg-dinasztia iránti szláv hűség eszméjét hirdették, miközben hangsúlyozták a közép-európai kulturális hagyományokat, amelyek elsősorban a nyugati szláv népek (lengyelek, csehek, szlovákok), valamint egyes délszláv népek (szlovének, horvátok) körében voltak meghatározóak. Bár formálisan minden szláv nép és hagyományaik egyenjogúságának tézisét szorgalmazták, az ausztroszlávizmus hívei a politikai gyakorlatban figyelmen kívül hagyták az ortodox szlávok érdekeit, akikkel szemben az orosz irányultságuk miatt gyanakvóak voltak. Az ausztroszlavizmus égisze alatt a Habsburg hatalom az oroszellenes érzelmek kibontakozását ösztönözte, elsősorban azzal a céllal, hogy az előtérbe került lengyel kérdés megoldása terén Galíciában megvédjék az osztrák érdekeket. Az orosz befolyás visszaszorítása érdekében az ausztroszlávisták körében népszerűek voltak Lengyelország jövőbeni, a Habsburg-dinasztia égisze alatt történő egyesüléséről szóló elképzelések, valamint a kisoroszok (a mai ukránok és ruszinok) etnikai sokszínűségéről szóló tézisek.

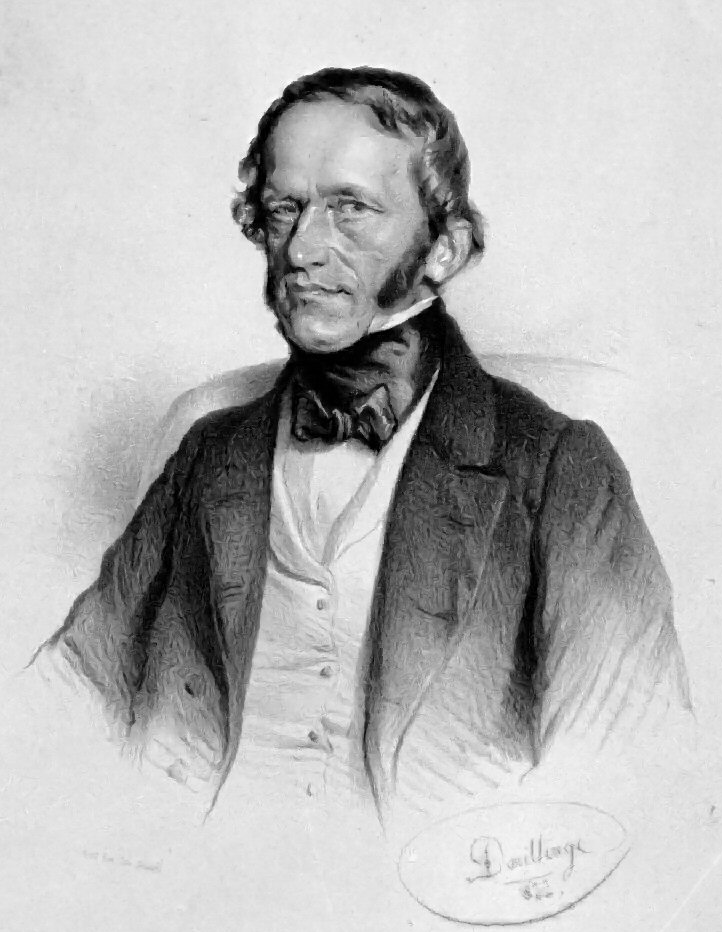
František Palacký (litográfia, 1855)

Az osztrák-magyar határokon belül az ausztroszlávizmus hívei a szlávok politikai egyenjogúságának elismerése mellett érveltek, olyan speciális szláv egységek létrehozásával, amelyek egyenértékűek az osztrák (német) és magyar (magyar) részekkel. A politikai gyakorlatban azonban, elsősorban a magyar politikai szereplők ellenállása miatt e követelések egyikét sem tartották tiszteletben, így az ausztroszlávizmus puszta eszköznek bizonyult a bécsi uralkodó körökben a szlávok manipulálására. A délszláv népek közül az ausztroszlávizmus fő ideológusa és híve a szlovén politikus és tudós Jernej Kopitar volt, aki ebbe az irányba próbálta irányítani Vuk Stefanović Karadžić tevékenységét is. Az ausztroszlávizmus égisze alatt bizonyos horvát politikai szereplők önálló politikai egységként egy Nagy-Horvátország létrehozásának gondolatát hirdették, amely közös monarchiát alkotna, egyenlő lenne Ausztriával és Magyarországgal. A nagy horvát ausztroszlávisták szlogenje így hangzott: „Nagy Horvátország Nagy-Ausztriában”.
Az ausztroszlávizmus békés együttműködést képzelt el Közép-Európa kisebb szláv nemzetei között a Habsburg monarchián belül, amelyet nem a német ajkú elit ural. Palacký nyolc nemzeti régióból álló szövetséget javasolt, jelentős önkormányzattal. A cseh forradalom 1848 júniusi prágai leverése után azonban a program irrelevánssá vált. Az Osztrák Birodalom 1867-ben tiszteletben tartva a magyar, és mellőzve a szláv igényeket Osztrák–Magyar Monarchiává alakult át. Ez, akárcsak az 1880-as évek magyarosítási kényszerpolitikájának hajnala, tovább gyengítette az ausztroszlávizmus helyzetét.

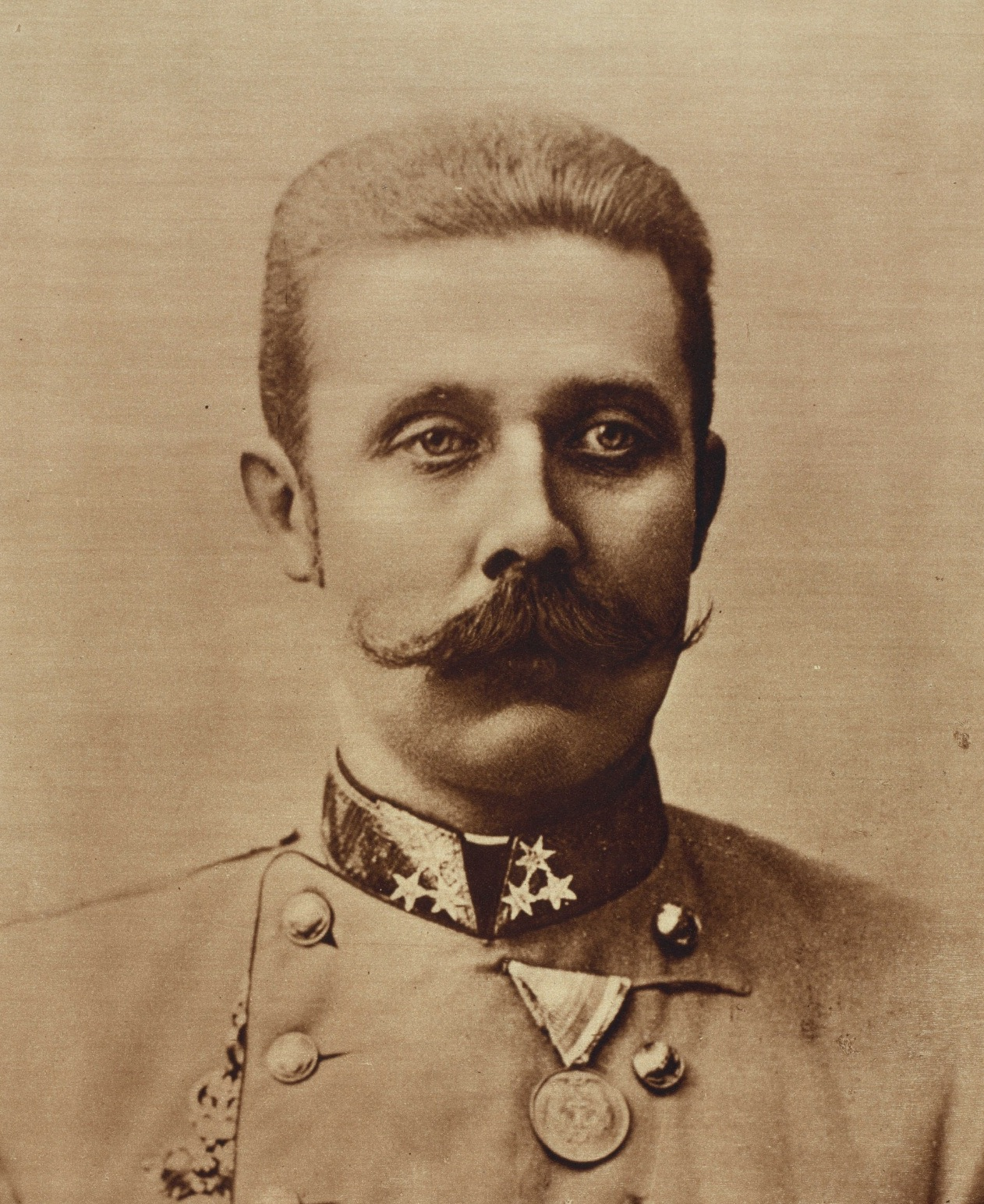
Ferenc Ferdinánd osztrák-magyar trónörökös

Politikai fogalomként azonban az ausztroszlávizmus az Osztrák-Magyar Monarchia bukásáig, 1918-ig fennmaradt. Ferenc Ferdinánd osztrák főherceg, aki Ferenc József császár örököse volt, az ausztroszlávizmus igaz híve volt, amit szükséges, és régóta esedékes reformnak érzett a birodalom túlélése érdekében. A főherceg reformtervei, amelyeket Alfred Redl ezredes szinte bizonyosan átadott Oroszország és Szerbia kormányának, ennek megfelelően úgy vélik, hogy nagy szerepet játszottak abban, hogy a szerbiai katonai hírszerző szolgálat magas rangú pánszlávista tisztjei burkoltan megtervezzék a főherceg 1914-es szarajevói meggyilkolását. A főherceg azonban már jóval halála előtt átadta a birodalom föderalizmusba való visszaállításának terveit unokaöccsének, a későbbi utolsó Habsburg uralkodó Károlynak.
Az Osztrák-Magyar Monarchia 1918-as összeomlása nagyban köszönhető annak, hogy Károly császár mind a külföldi, mind a hazai politikusok ellenállása, valamint az első világháború végén uralkodó káosz miatt miatt kudarcot vallott az ausztroszláv reformok végrehajtásában. Eközben Tomáš Garrigue Masaryk, aki később Csehszlovákia első elnöke lett, az első világháború alatt sikeresen meggyőzte Thomas Woodrow Wilson amerikai elnököt, hogy Ausztria-Magyarország szláv népei el vannak nyomva, és fel kell őket szabadítani. Ez pedig egyenesen oda vezetett, hogy Wilson elnök elutasította I. Károly osztrák császár azon törekvését, hogy a birodalmat a föderalista formában állítsa vissza. Az, hogy Wilson elnök nem volt hajlandó elfogadni a háború más feltételekkel történő befejezését, közvetlenül vezetett a Habsburg Birodalom összeomlásához 1918-ban.

## Fordítás
- Ez a szócikk részben vagy egészben  az   Austro-Slavism című angol Wikipédia-szócikk ezen változatának fordításán alapul.  Az eredeti cikk szerkesztőit annak laptörténete sorolja fel. Ez a jelzés csupán a megfogalmazás eredetét és a szerzői jogokat jelzi, nem szolgál a cikkben szereplő információk forrásmegjelöléseként.
- Ez a szócikk részben vagy egészben  a(z)   Аустрославизам című szerb Wikipédia-szócikk ezen változatának fordításán alapul.  Az eredeti cikk szerkesztőit annak laptörténete sorolja fel. Ez a jelzés csupán a megfogalmazás eredetét és a szerzői jogokat jelzi, nem szolgál a cikkben szereplő információk forrásmegjelöléseként.